# Lancaster County (Pennsylvania)
Das Lancaster County (Pennsylvania Dutch: Lengeschder Kaundi) ist ein County im US-Bundesstaat Pennsylvania. Bei der Volkszählung im Jahr 2020 hatte das County 552.984 Einwohner und eine Bevölkerungsdichte von 225 Einwohnern pro Quadratkilometer. Der Verwaltungssitz (County Seat) ist Lancaster.
Besonders bekannt ist das Lancaster County als Siedlungsort der Glaubensgemeinschaft der deutschstämmigen Amischen. Etwa fünf Prozent der Bevölkerung sprechen als Umgangssprache Pennsylvania Dutch.

## Geographie
Das County liegt im mittleren Südosten von Pennsylvania auf dem linken Ufer des Susquehanna River. Dieser grenzt das County nach Südwesten ab. Im Süden bildet die Mason-Dixon-Linie die Grenze zu Maryland.
Das Lancaster County hat eine Fläche von 2548 Quadratkilometern, wovon 90 Quadratkilometer Wasserfläche sind.
Es grenzt an folgende Nachbarcountys:
| Dauphin County | Lebanon County            | Berks County            |
| York County    |                           | Chester County          |
|                | Harford County (Maryland) | Cecil County (Maryland) |

Das County wird vom Office of Management and Budget zu statistischen Zwecken als Lancaster, PA Metropolitan Statistical Area geführt.

## Geschichte
Das Lancaster County wurde am 10. Mai 1729 aus ehemaligen Teilen des Chester County gebildet. Benannt wurde es nach der englischen Grafschaft Lancashire auf Vorschlag eines Siedlers, der von dort stammte.
Fünf Orte im County haben den Status einer National Historic Landmark, darunter das Fulton Opera House, das James Buchanan House und das Ephrata Cloister. 209 Bauwerke und Stätten des Countys sind im National Register of Historic Places (NRHP) eingetragen (Stand 2. November 2022).

## Demografische Daten

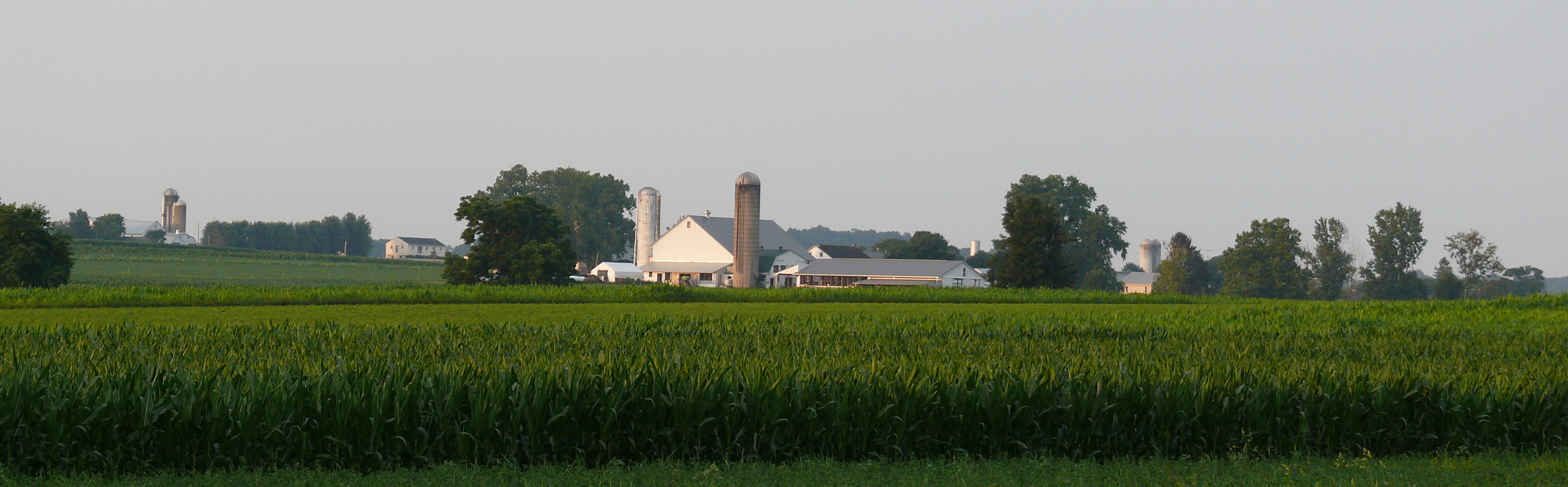
Amische Bauernhöfe, typische Landschaft des Lancaster County

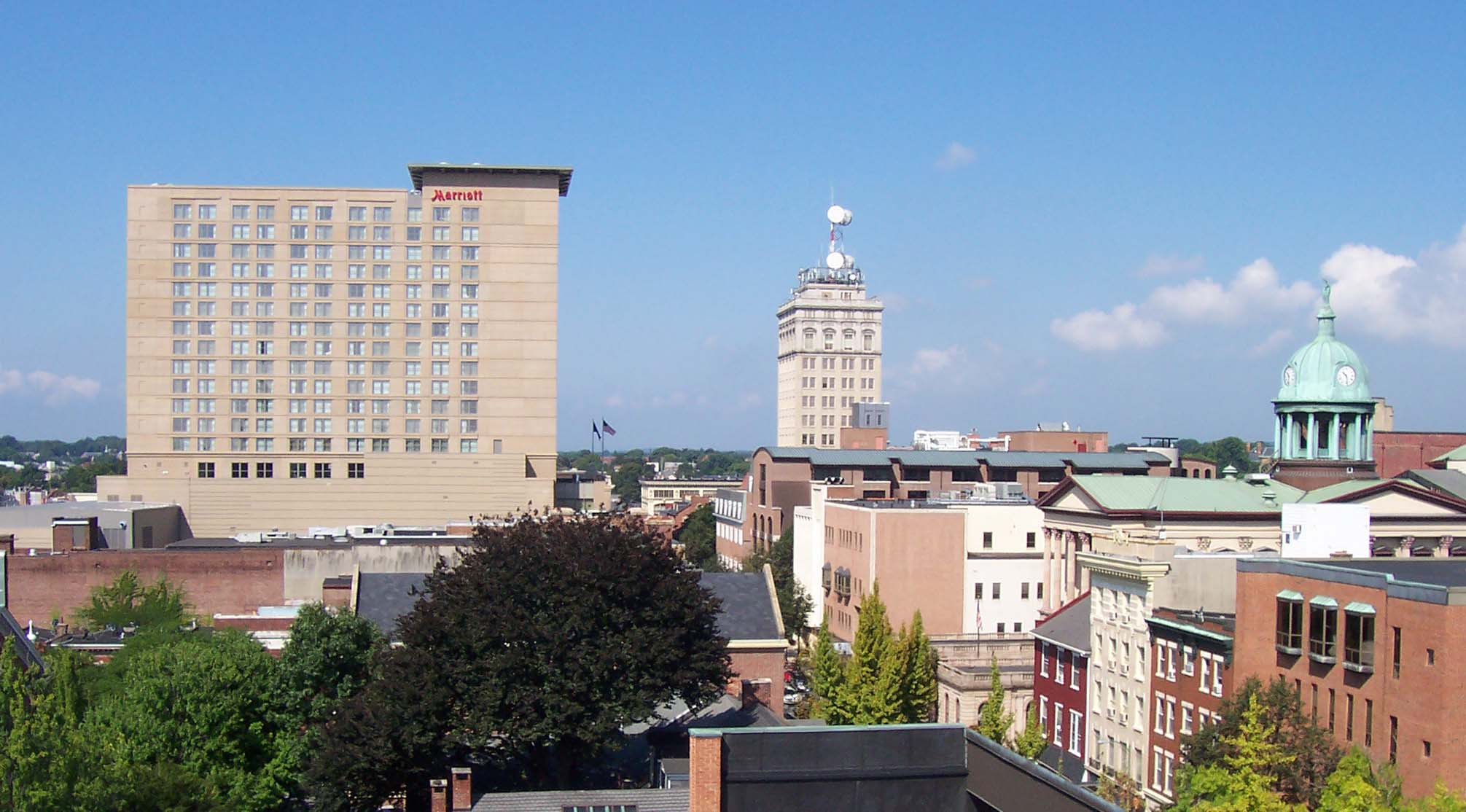
Downtown Lancaster

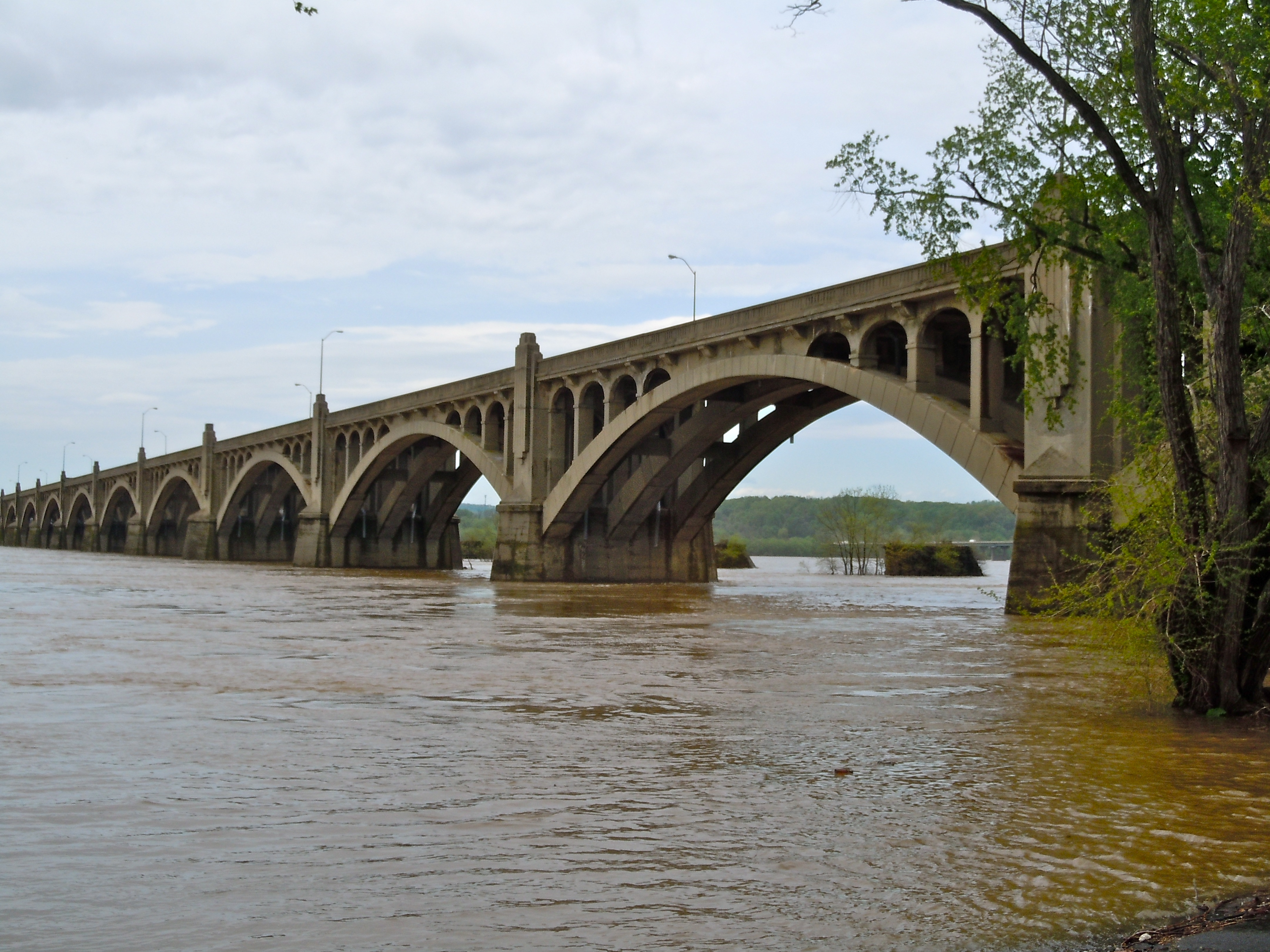
Old Columbia-Wrightsville Bridge, seit 1988 im NRHP gelistet

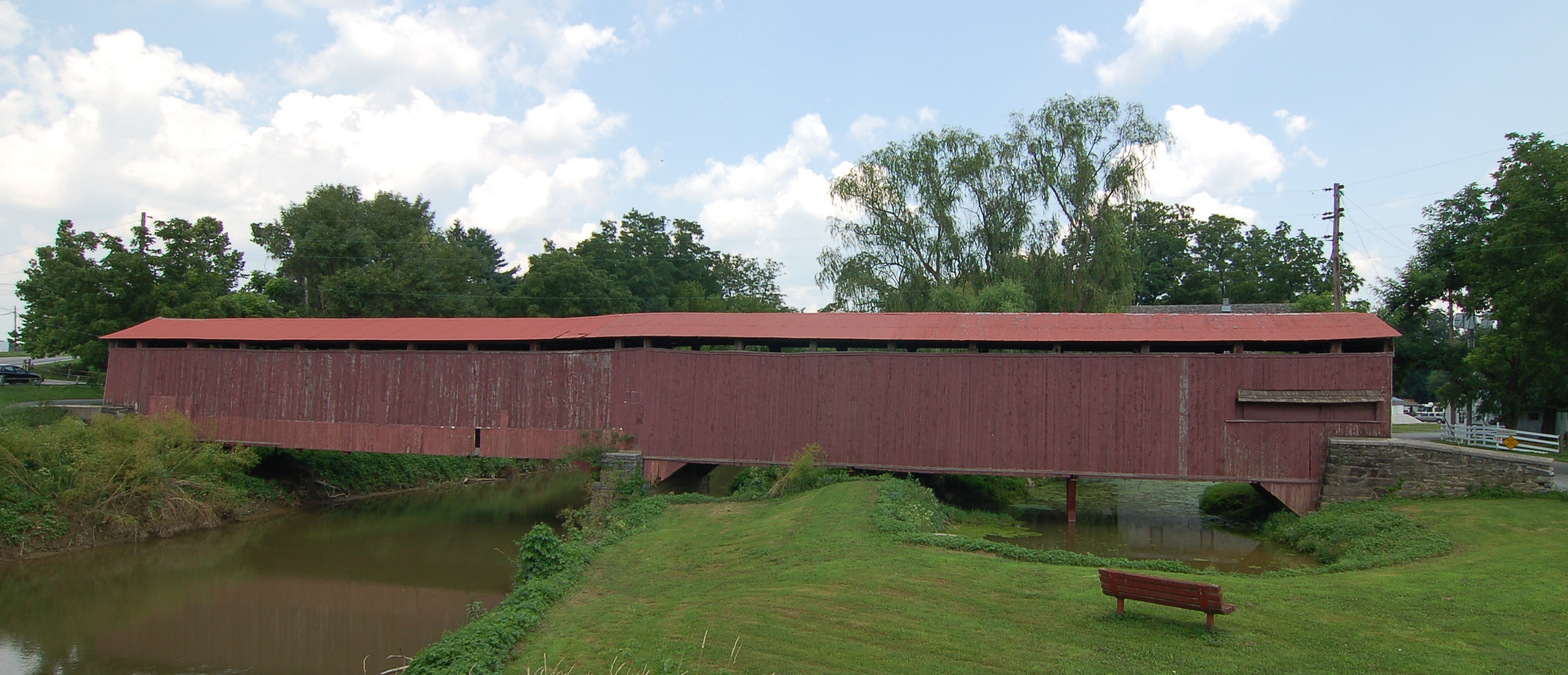
Soundersburg Covered Bridge, seit 1980 im NRHP gelistet

Nach der Volkszählung im Jahr 2010 lebten im Lancaster County 519.445 Menschen in 186.301 Haushalten. Die Bevölkerungsdichte betrug 211,3 Einwohner pro Quadratkilometer.
Ethnisch betrachtet setzte sich die Bevölkerung zusammen aus 88,6 Prozent Weißen, 3,7 Prozent Afroamerikanern, 0,2 Prozent amerikanischen Ureinwohnern, 1,9 Prozent Asiaten sowie aus anderen ethnischen Gruppen; 2,0 Prozent stammten von zwei oder mehr Ethnien ab. Unabhängig von der ethnischen Zugehörigkeit waren 8,6 Prozent der Bevölkerung spanischer oder lateinamerikanischer Abstammung.
In den 186.301 Haushalten lebten statistisch je 2,59 Personen.
24,8 Prozent der Bevölkerung waren unter 18 Jahre alt, 60,2 Prozent waren zwischen 18 und 64 und 15,0 Prozent waren 65 Jahre oder älter. 51,1 Prozent der Bevölkerung war weiblich.

Das jährliche Durchschnittseinkommen eines Haushalts lag bei 55.504 USD. Das Prokopfeinkommen betrug 25.813 USD. 9,4 Prozent der Einwohner lebten unterhalb der Armutsgrenze.

## Städte und Gemeinden

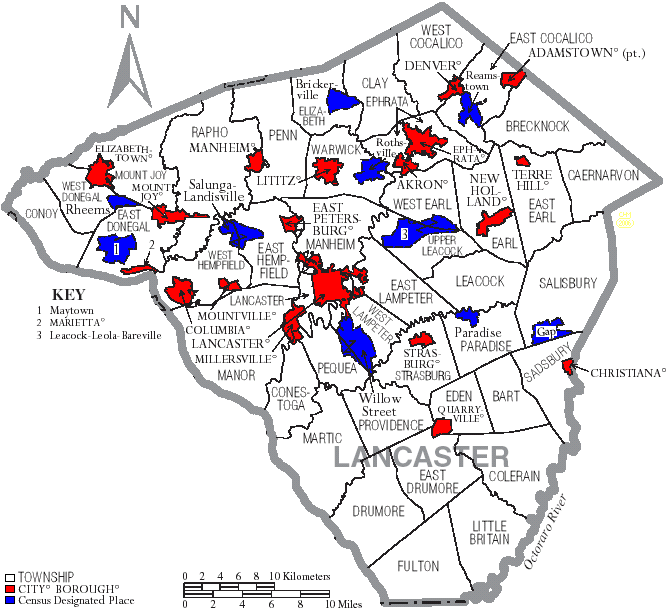
Karte des Lancaster Countys

City
- Lancaster

Boroughs
- Adamstown1
- Akron
- Christiana
- Columbia
- Denver
- East Petersburg
- Elizabethtown
- Ephrata
- Lititz
- Manheim
- Marietta
- Millersville
- Mount Joy
- Mountville
- New Holland
- Quarryville
- Strasburg
- Terre Hill

Census-designated places (CDP)
- Brickerville
- Gap
- Leacock - Leola - Bareville
- Maytown
- Paradise
- Reamstown
- Rheems
- Rothsville
- Salunga - Landisville
- Willow Street

Unincorporated Communitys
- Bainbridge
- Bausman
- Bird - in - Hand
- Brownstown
- Blainsport
- Blue Ball
- Bowmansville
- Buck
- Central Manor
- Churchtown
- Cocalico
- Conestoga
- Creswell
- Dillerville
- Elm
- Falmouth
- Farmersville
- Fivepointville
- Georgetown
- Goodville
- Gordonville
- Hempfield
- Hinkletown
- Holtwood
- Hopeland
- Intercourse
- Kinzers
- Kirkwood
- Kissel Hill
- Lampeter
- Leaman Place
- Lyndon
- Martindale
- Mastersonville
- Mechanics Grove
- New Danville
- Neffsville
- Nickel Mines
- Penryn
- Pequea
- Rawlinsville
- Refton
- Reinholds
- Ronks
- Safe Harbor
- Schoeneck
- Silver Spring
- Smoketown
- Stevens
- Talmage
- Wakefield
- Washington Boro
- White Horse

1 – teilweise im Berks County

## Townships
- Bart Township
- Brecknock Township
- Caernarvon Township
- Ephrata Township
- Fulton Township
- Clay Township
- Colerain Township
- Conestoga Township
- Conoy Township
- Drumore Township
- Earl Township
- East Cocalico Township
- East Donegal Township
- East Drumore Township
- East Earl Township
- East Hempfield Township
- East Lampeter Township
- Eden Township
- Elizabeth Township
- Lancaster Township
- Leacock Township
- Little Britain Township
- Manheim Township
- Manor Township
- Martic Township
- Mount Joy Township
- Paradise Township
- Penn Township
- Pequea Township
- Providence Township
- Rapho Township
- Sadsbury Township
- Salisbury Township
- Strasburg Township
- Upper Leacock Township
- Warwick Township
- West Cocalico Township
- West Donegal Township
- West Earl Township
- West Hempfield Township
- West Lampeter Township

## Partnerschaften
Es besteht eine Partnerschaft mit dem Landkreis Kaiserslautern.